# Iguerande
Iguerande är en kommun i departementet Saône-et-Loire i regionen Bourgogne-Franche-Comté i östra Frankrike. Kommunen ligger i kantonen Semur-en-Brionnais som tillhör arrondissementet Charolles. År 2022 hade Iguerande 1 001 invånare.

## Befolkningsutveckling
Antalet invånare i kommunen Iguerande
| Referens: INSEE |